# Finbarr McLoughlin
Finbarr McLoughlin auch Barry McLoughlin (* 7. August 1949 in Limerick, Irland) ist ein irischer Historiker und Dozent an der Universität Wien. McLoughlin ist ein Schüler von Erika Weinzierl. Seine Forschungsschwerpunkte sind irische Freiwillige im Spanischen Bürgerkrieg, österreichische Displaced Persons und deren Ansiedelung im Ausland sowie der Stalinismus und seine Opfer.

## Veröffentlichungen (Auswahl)
- Fighting for Republican Spain 1936–38. Frank Ryan and the volunteers from Limerick in the International Brigades. (With biographical data on 230 Irish members of the International Brigades). Lulu.com, (s. l.) 2014, ISBN 978-1-291-96839-2.
- —, Josef Vogl: … Ein Paragraf wird sich finden. Gedenkbuch der österreichischen Stalin-Opfer (bis 1945). DÖW, Wien 2013, ISBN 978-3-901142-62-8.
- —, Hannes Leidinger, Verena Moritz: Kommunismus in Österreich 1918–1938. Studienverlag, Innsbruck-Wien-Bozen 2009, ISBN 978-3-7065-4459-7.
- Left to the wolves. Irish victims of Stalinist terror. Irish Academic Press, Dublin (u. a.) 2007, ISBN 978-0-7165-2914-9.
- — (Hrsg.): Stalin’s terror. High politics and mass repression in the Soviet Union. Palgrave Macmillan, Basingstoke 2004, ISBN 1-4039-3903-9.
- Internationaler Kommunismus und sowjetischer Staatsterror der 1930er Jahre. Habilitationsschrift (Text teilweise deutsch bzw. englisch). Universität Wien, Wien 2001, OBV.
- — (Bearb.): Sowjetunion 1934–1945. Gesamttitel: Österreicher im Exil. Deuticke (u. a.), Wien 1999, ISBN 3-216-30328-4.
- —, Hans Schafranek, Walter Szevera: Aufbruch – Hoffnung – Endstation. Österreicherinnen und Österreicher in der Sowjetunion 1925–1945. Verlag für Gesellschaftskritik, Wien 1997, ISBN 3-85115-236-0.
- —, Walter Szevera: Posthum rehabilitiert. Daten zu 150 österreichischen Stalin-Opfern. Zentralkomitee der KPÖ, Wien 1991, OBV.
- Der republikanische Schutzbund und gewalttätige politische Auseinandersetzungen in Österreich. 1923–1934. Dissertation. Universität Wien, Wien 1990, OBV.
- Winfried R. Garscha, —: Wien 1927. Menetekel für die Republik. Dietz, Berlin 1987, ISBN 3-320-00937-0.
- Die Organisation des Wiener Neustädter Schutzbundes. In: Zeitgeschichte, Jahrgang 1983, Heft 5/1983, Aufsätze, S. 135–161 (online bei ANNO).